# Nazionale maschile di beach soccer dell'Austria
La nazionale di beach soccer dell'Austria rappresenta l'Austria nelle competizioni internazionali di beach soccer.